# Максютово (Бурзянський район)
Максю́тово (рос. Максютово, башк. Мәҡсүт) — присілок у складі Бурзянського району Башкортостану, Росія. Входить до складу Іргізлинської сільської ради.
Населення — 111 осіб (2010; 119 в 2002).
Національний склад:
- башкири — 100%